# Hjalmar Bergman
Hjalmar Fredrik Bergman (n. 19 septembrie 1883, Örebro - d. 1 ianuarie 1931, Berlin) a fost un scriitor suedez.

## Lucrări
- Hans nåds testamente (Testamentul domniei sale), 1910
- Amouren, nuvele, 1910
- Falska papper (Acte false), 1916
- Markurells i Wadköping, 1918
- Farmor och vår Herre (Bunica și Dumnezeu), 1921
- Eros begravning (Înmormântarea lui Eros), 1922
- Flickan i frack, 1925
- Dollars, comedie în trei acte
- Joe & Co, comedie în trei acte
- Parisina, piesă în trei acte